# John Thomas (évêque de Winchester)
Pour les articles homonymes, voir John Thomas.
Jean Thomas (17 août 1696-1er mai 1781) est un évêque anglais.
Il fait ses études à la Charterhouse School et à Christ Church, à Oxford, où il obtient son diplôme de maîtrise en 1719 et devient membre du All Souls College d'Oxford en 1720 .
Il devient évêque de Peterborough en 1747, et est nommé précepteur du futur George III, alors prince de Galles, en 1752. En 1757, il devient évêque de Salisbury, et en 1761 évêque de Winchester .

## Biographie
Il est le fils de Stremer Thomas, colonel du Guards Regiment, né le 17 août 1696 à Westminster, et il fait ses études à l'école Charterhouse. Il s'inscrit à Christ Church, Oxford, le 28 mars 1713, et obtient les diplômes de BA 1716, MA 1719, BD 1727 et DD 1731. En 1720, il est élu membre du All Souls' College et, occupe une cure à Londres. Sa prédication attire l'attention et en 1731, il reçoit une prébende à la cathédrale Saint-Paul, et est présenté par le doyen et le chapitre en 1733 au presbytère Saint-Bénét et Saint-Pierre, Paul's Wharf, qu'il conserve jusqu'en 1757 .
En 1742, Thomas devient chanoine de St Paul's, et conserve ce poste jusqu'en 1748. En 1742, il est nommé aumônier de George II et prêche les conférences Boyle, qu'il ne publie pas ; et, ayant obtenu la faveur du roi lorsqu'il est prince de Galles, il reçoit l'évêché de Peterborough et est consacré évêque au palais de Lambeth le 4 octobre 1747 .
En 1752, Thomas est choisi pour succéder à Thomas Hayter comme précepteur du jeune prince de Galles, futur George III, James Waldegrave (2e comte Waldegrave) étant gouverneur ; ces nominations sont conçues pour contrer l'influence de la princesse douairière de Galles. En 1757, il succède à John Gilbert comme évêque de Salisbury (et chancelier ex officio de l'Ordre de la Jarretière) et également comme greffier du cabinet ; et en 1761 il est transféré à Winchester comme successeur de Benjamin Hoadly. Il est élu au siège de Salisbury le 3 juin, confirmé le 18 juin, et intronisé (par procuration) le 4 juillet 1757 et élu au siège de Winchester le 4 mai, confirmé le 23 mai, et intronisé (par procuration) le 6 juin 1761.
Thomas meurt au palais de Winchester, le 1er mai 1781, et est enterré dans la cathédrale de Winchester. Il y a des portraits de l'évêque aux palais de Salisbury et de Lambeth, et une belle gravure à la manière noire (trois quarts en robes de la Jarretière) par R. Sayer d'après une photo de Benjamin Wilson, publiée le 24 janvier 1771 .

## Famille
Thomas épouse Susan, fille de Thomas Mulso de Twywell, Northamptonshire ; son frère Thomas épouse la sœur de l'évêque, et leur fille, Mrs. Hester Chapone, passe une grande partie de son temps après la mort de son mari avec son oncle et sa tante au château de Farnham. Mme. Thomas meurt le 19 novembre 1778, laissant trois filles :
- Susanna Thomas, mariée à Newton Ogle, doyen de Winchester ;
- Anne Thomas, épouse William Buller, évêque d'Exeter ;
- Hester Thomas, épouse le contre-amiral Sir Chaloner Ogle (1er baronnet) (en).